# Dunbaria villosa
Dunbaria villosa är en ärtväxtart som först beskrevs av Carl Peter Thunberg, och fick sitt nu gällande namn av Tomitaro Makino. Dunbaria villosa ingår i släktet Dunbaria och familjen ärtväxter. Inga underarter finns listade i Catalogue of Life.

## Bildgalleri

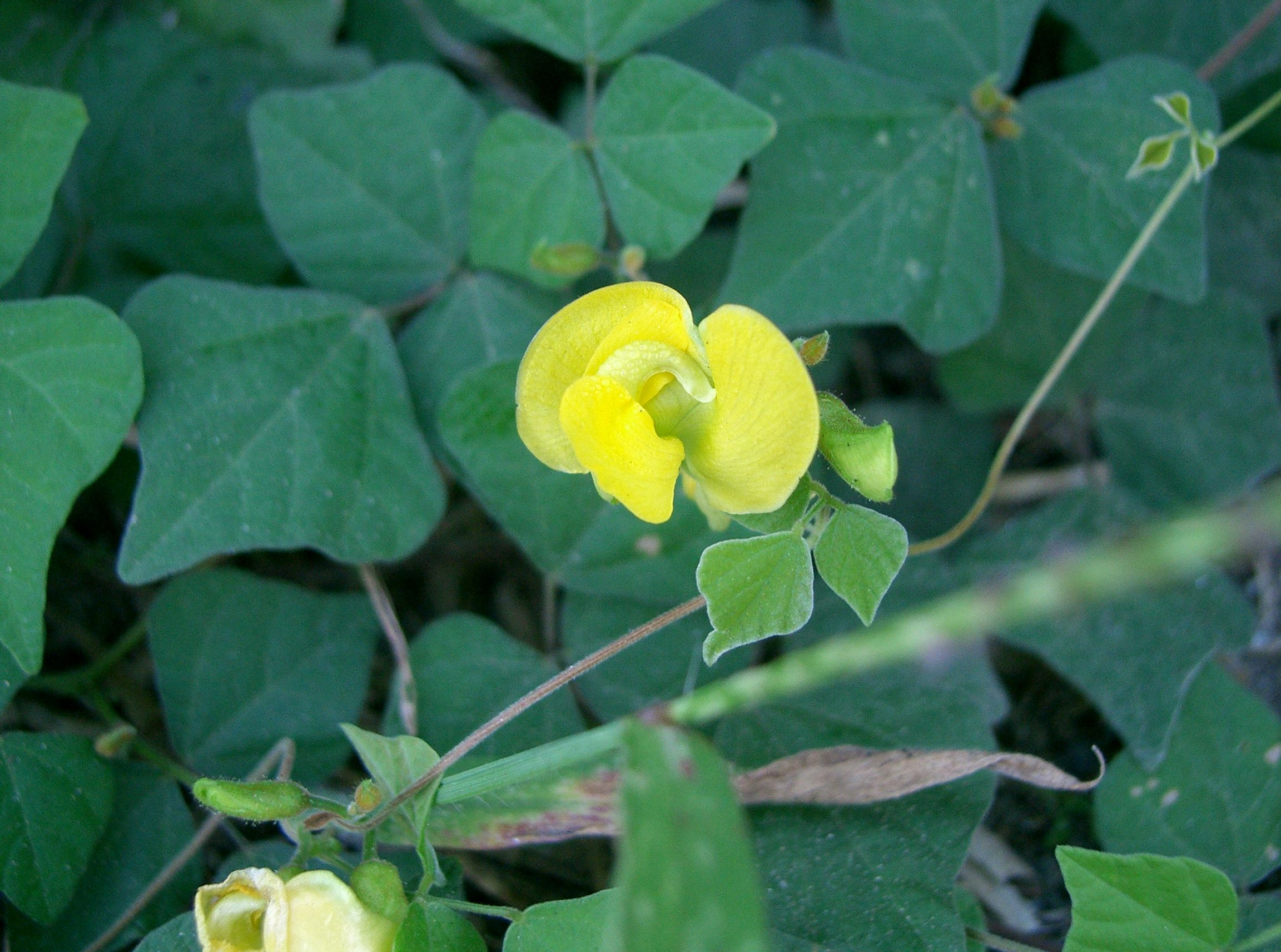
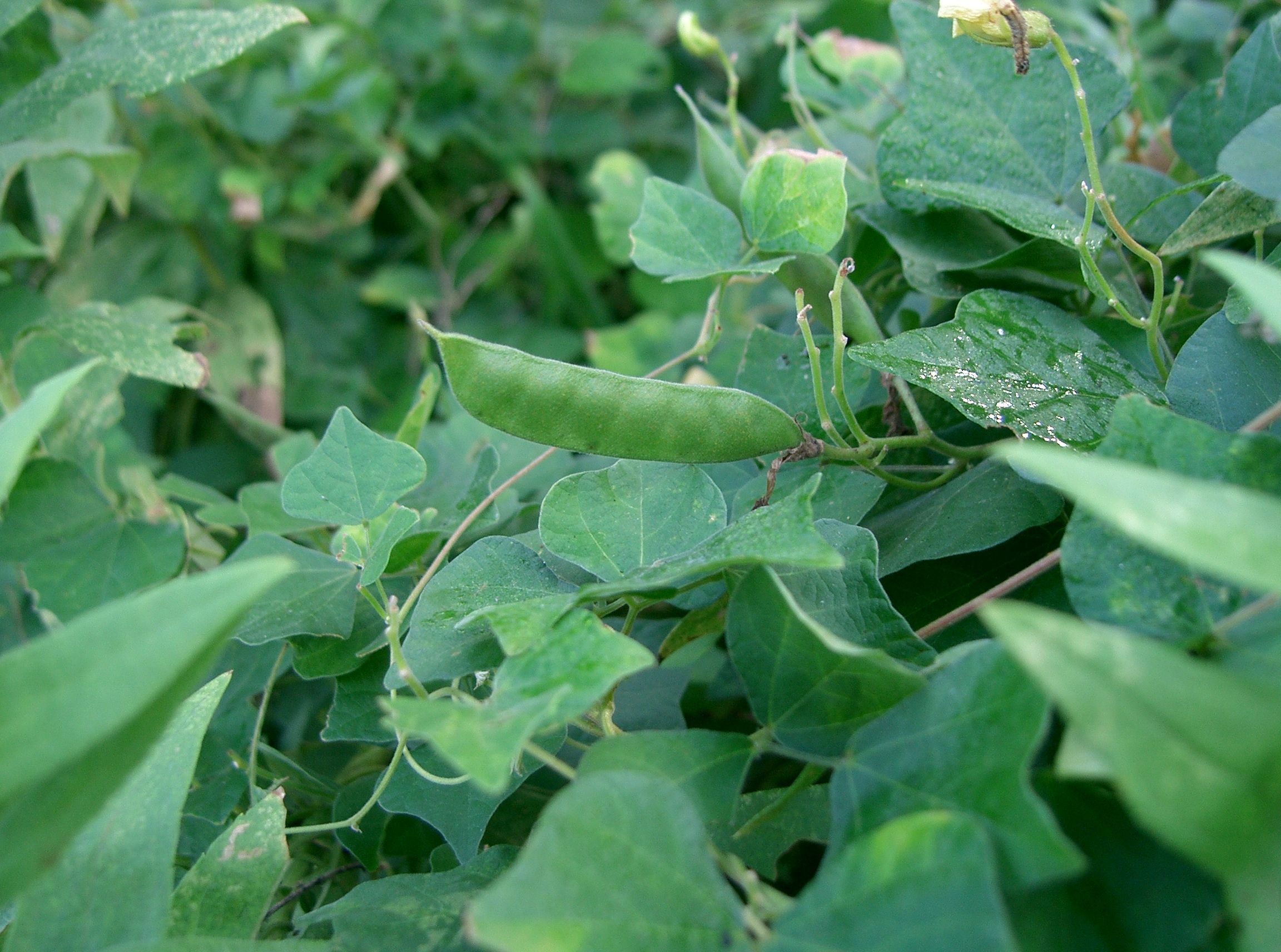